# Riama cashcaensis
Riama cashcaensis är en ödleart som beskrevs av  Kizirian och COLOMA 1991. Riama cashcaensis ingår i släktet Riama och familjen Gymnophthalmidae. Inga underarter finns listade i Catalogue of Life.